# Карстовый массив
Ка́рстовый масси́в — горный массив, подверженный растворению водой. Для возникновения самого явления (карста), необходимо, чтобы массив был сложен растворимыми горными породами (известняк, мрамор, гипс, каменная соль),а также находился в зоне активного водообмена. Для карстовых массивов характерны различные специфические формы рельефа, как поверхностные, так и подземные. Карстовые массивы изучают спелеология и карстоведение.

## Карстовый массив. Строение

### Зоны движения вод. Общий случай
Вода, стекающая по продуктам выветривания карстующихся пород, образует зону поверхностного движения. Многочисленные трещины и вертикальные карстовые полости (колодцы, шахты) отводят воду вглубь карстового массива, где выделяются несколько зон движения карстовых вод.
- Вначале вода движется вниз субвертикально. Это зона вертикального нисходящего движения карстовых вод, её мощность колеблется от 30—100 м на равнине до 100—2000 м в горах.
- Ниже, на уровне днищ речных долин (местный базис эрозии), вертикальное нисходящее движение сменяется субгоризонтальным. Это зона горизонтального движения карстовых вод, для которой характерна постоянная обводнённость и наличие слабого уклона водного зеркала к реке.
- После весеннего снеготаяния и сильных ливней уровень воды здесь может повышаться на 5-100, а в горных районах — даже на 100—200 м. Это вызывает необходимость выделения промежуточной зоны переходного движения (сезонных колебаний уровней), где в разные сезоны возможно вертикальное либо горизонтальное движение карстовых вод. Таким образом, переходная зона только периодически насыщена водой.

Для всех этих трёх зон характерен свободный контакт воды с воздухом, содержащим довольно много углекислоты (0,05-0,50 %), поступающей с поверхности, за счёт биохимических процессов, происходящих в почвенном слое, а также формирующейся под землёй при окислении органических веществ и различных минералов (преимущественно пирита). Водные потоки, движущиеся в их пределах, имеют свободную поверхность и значительную скорость (более 100 м/сут, а во время паводков до 20 000 м/сут). С последними двумя зонами связаны горизонтальные каналы пещер и нисходящие карстовые источники, располагающиеся либо почти на современном уровне реки, либо образующие несколько этажей, на равнинах часто соответствующих уровням речных террас.
- Ниже зоны горизонтального движения выделяют зону сифонного движения, где вода движется по полностью заполненным водой каналам различной ширины. Особенно велики эти каналы в приречной зоне, что даёт основание выделять подзону поддолинной циркуляции.

Ещё ниже располагается зона глубинного движения. Скорость перемещения воды в этих зонах невелика (менее 100 м/сут, а чаще — десятые и сотые доли м/сут), и вода находится под напором.

### Зоны движения вод. Частные случаи
Часто встречаются карстовые массивы с прослойками некарстующихся пород. В этом случае горизонты с водотоками на них называются подвешенными.

## Карстовые формы рельефа
В соответствии с зонами движения вод распределяются и карстовые формы рельефа. В верхних частях массивов располагаются долины, котловины, карстовые воронки, вертикальные карстовые пещеры. Внутри массива — каскады колодцев, приводящих к горизонтальным частям карстовых пещер. В основании массива можно встретить места разгрузки подземных вод (воклюзы, пещеры-источники).
- Карстовая котловина на Ачибахе
- Вход в пещеру на массиве Караби-яйла (Крым)
- Крым. Карры на Караби
- Крым.Карстовые воронки в массиве Караби-яйла